# Alejandro Ruiz
Alejandro Ruiz Márquez (Cidade do México, 9 de junho de 1967) é um ator mexicano.

## Biografia
Alexando Ruiz começou sua carreira de ator muito jovem em 1981, na telenovela El derecho de nacer, já participou de inúmeros filmes e telenovelas. Ja atuou em muitas telenovelas que tiveram muito êxito como Mundo de fieras, La Esposa Virgen, La Madrasta, De pocas, pocas pulgas, e na telenovela Esmeralda na qual atuou com o personagem Adrian um jovem simples do campo divido entre o amor da rica Graziela interpretada por Nora Salinas, e as suas origens.
Alejando teve seu primeiro papel como protagonista na telenovela infantil ¡Vivan los niños!, em 2002, sendo Julián Castillo, atuou com a atriz protagonista Andrea Legarreta. Também esteve no elenco de La Usurpadora que sem dúvida foi uma das telenovelas mas comentadas e vistas no mundo, onde compartilhou cenas com Meche Barba, Gabriela Spanic e Fernando Colunga. Em La intrusa Alejandro teve um personagem chamado Juvencio Menchaca um homem misterioso e mau caráter, dividiu muitas cenas com o ator Enrique Lizalde.
Alejandro tem dois filhos Maximiliano e Arantza, que vivem com a mãe frutos de relacionamento anterior.

## Filmografia

### Telenovelas
- Mi adorable maldición (2017) ... Onésimo Quiñones
- Las Amazonas (2016)... Alonso
- Un camino hacia el destino (2016) ... Ismael Solórzano
- Hasta el fin del mundo (2014-2015) ... Iván Martínez
- Por siempre mi amor (2013-2014) ... Bruno Escudero
- Qué bonito amor (2012-2013) ... El Siete Mares
- Amor Bravío (2012) .... Padre Anselmo
- Cuando me enamoro (2010) .... Ezequiel Fierro
- Soy tu dueña (2010) .... Nazario Melgarejo
- Mañana es para siempre (2009).... Jacinto Cordero
- Cuidado con el ángel (2008).... Juiz del Villar
- Yo amo a Juan Querendón (2007).... Nacho Machetes
- Mundo de fieras (2006).... Silvestre
- Amar sin límites (2006).... Gustavo Lara
- La fea más bella (2006)....
- La madrastra (2005).... Dr. Alejandro Ruiz
- La esposa virgen (2005).... Loreto Arriaga
- Sueños y Caramelos (2005).... David
- Amarte es mi pecado (2004).... Diego Fernández Del Ara
- Te amaré en silencio (2003).... El Joto
- De pocas, pocas pulgas (2003)
- ¡Vivan los niños! (2002).... Julián Castillo
- La Intrusa (2001).... Juvencio Menchaca
- El noveno mandamiento (2001).... Diego Gascón
- Carita de ángel (2000).... Homero Anaya Rubalcaba
- El niño que vino del mar (1999).... Martín
- La usurpadora (1998).... Leandro Gómez
- Esmeralda (1997).... Adrián Lucero
- La antorcha encendida (1997).... Diego Foncerrada
- Imperio de cristal (1995).... Marcelo Ocampo
- El vuelo del águila (1994).... Justo Benítez
- Valentina (1993).... Pablo
- Atrapada (1990)
- Un rostro en mi pasado (1989)
- Encadenados (1987)
- Victoria (1987)
- Senda de gloria (1986)
- De pura sangre (1986)
- Tú o nadie (1985)
- La traición (1984)
- En busca del paraíso (1982)
- Vivir enamorada (1982)
- El amor nunca muere (1982)
- El derecho de nacer (1981)

### Séries
- La rosa de Guadalupe (2008).... Isidro
- Misión S.O.S. aventura y amor (2004).... Ezequiel Guerra

### Cinema
- El Maleficio
- Camaroneros
- Camaronera                                                        * Ráfaga de sangre
- Crimen en presidio
- Me llaman violencia
- La diosa del puerto
- El fugitivo de sonora
- Más amor que ódio
- Banda Diabólica
- Cuna de campeones
- Emboscada
- El silla de ruedas
- Hembras de tierra caliente
- Fray Valentino
- El silla de ruedas 2
- Su herencia era matar
- Este vampiro es un tiro
- Invitación a morir
- Fray Valentino 2
- Cabaret de frontera
- Es tarde para recordar
- Equinoccio,y la pirámide mágica

### Teatro
- Mejor a tiempo (2007)
- ¡Diablos! Y el niño
- Dios mío que lío  (1988)

### Cantor
Desde do ano de 1998 interpreto Alejandro interpretou música mexicana em diferentes partes de México e no exterior como em Los Ángeles, Chicago, Miami, Venezuela, Honduras e Guatemala.